# Nueva Acción Universitaria
La Nueva Acción Universitaria, cuyos acrónimos son NAU o NAU!, es un movimiento político universitario chileno, de tendencia progresista, creado en 2008 por estudiantes de la Pontificia Universidad Católica de Chile (PUC) inspirados en el grupo Acción Universitaria, quienes fueron los protagonistas y actores del Movimiento de 1967 y de la Reforma Universitaria.
El mismo año de su fundación, ganó la mesa directiva de la Federación de Estudiantes de la Pontificia Universidad Católica de Chile (FEUC), encabezada por el estudiante de sociología Miguel Crispi. Desde entonces fue reelegida consecutivamente en cinco ocasiones, manteniendo el control de la federación hasta las elecciones FEUC 2015, donde fue derrotada por la lista 1A del Movimiento Gremial. De este modo se ha convertido en el único movimiento de centroizquierda en la historia de la FEUC que ha conseguido ganar seis elecciones consecutivas, y uno de los tres que lo ha logrado, además de los gremialistas y la Democracia Cristiana Universitaria (DCU).
De la NAU han surgido dirigentes estudiantiles y políticos como Miguel Crispi, Giorgio Jackson, Noam Titelman, Rodrigo Echecopar, Javiera Martínez, Carolina Pérez, Diego Vela, Giovanna Roa y Sofía Barahona.

## Historia

### Nacimiento
El año 2008 la Federación estaba liderada por el Movimiento Gremial (MGUC), cuyo presidente era el estudiante de ingeniería comercial Felipe Bettancourt. En el marco de las movilizaciones estudiantiles de tal año, donde al menos quince carreras de la Universidad Católica estuvieron en paro, representantes de distintas carreras crearon la Coordinadora de Estudiantes UC por la Educación Pública (CEUC), en rechazo a las políticas de la federación de ese año en cuanto al tema estudiantil, acusando de que esta no mantenía una «discusión pluralista», y que «trataba el tema de la educación a puertas cerradas», terminando con una carta pública dirigida al rector de entonces, Pedro Pablo Rosso, de quien no obtuvieron una respuesta positiva.
Otro hecho importante fue la decisión de la mesa de la federación de ese entonces de manifestarse en contra de la píldora anticonceptiva, algo que según algunos «exacerbó el ánimo de los alumnos». Miguel Crispi, vocero de la coordinadora, militante socialista y en ese entonces presidente del Centro de Estudiantes de Sociología, junto con otros dirigentes participantes de la coordinadora decidieron formar al movimiento Nueva Acción Universitaria. En el proceso participaron estudiantes independientes y otros provenientes de movimientos políticos universitarios de centro y centroizquierda ya desaparecidos, como "El Sector" (progresista) y la Democracia Cristiana Universitaria, que tenía su base en Derecho.

"Hemos decidido agruparnos con el fin de reinstalar el debate y producir cambios sustantivos en nuestra universidad y el país. Nos concebimos como un movimiento político activo, propositivo, autónomo, tolerante, pluralista, progresista y profundamente democrático. (...) Somos firmes defensores del rol central del estudiante universitario dentro de nuestra misma casa de estudios y en la sociedad (...) La Nueva Acción Universitaria busca ser un real intérprete de los anhelos y aflicciones del estudiantado dentro de la universidad, por este motivo es que nuestro trabajo se orientará hacia las necesidades y preocupaciones de nuestros estudiantes. Nuestra razón de ser se basa en creer fuertemente en la política como actividad indispensable de la sociedad (...) Creemos profundamente que la discusión y el contrapunto de ideas son cruciales para el desarrollo de una comunidad universitaria. Respetamos la condición católica de nuestra universidad y abogamos por una relación de respeto y, sobre todo, de apertura al diálogo con todos sus estudiantes, profesores y resto del país (...) por una UC abierta, dialogante, tolerante, inclusiva y respetuosa."
Nueva Acción Universitaria (Septiembre de 2008)

Fundaron el movimiento bajo la razón de que «es importante que en una Universidad cada día más cerrada y desentendida de la realidad haya una visión más democrática y enfocada realmente en las necesidades de los estudiantes», «apelando a una responsabilidad social universitaria», buscando «una visión de la UC como una universidad con vocación pública, y a la democratización de ésta».

### Primeros períodos en la FEUC (2009-2010)

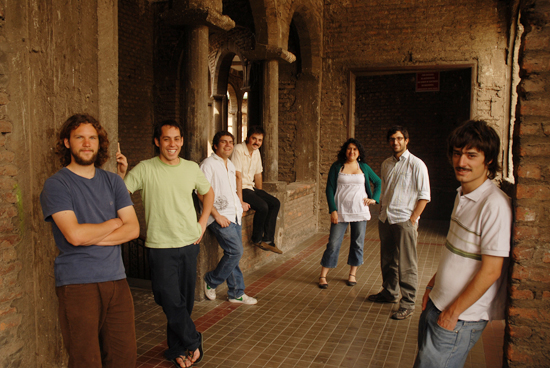
Primera directiva de la FEUC de la NAU, encabezada por Miguel Crispi, en 2009.

La NAU postuló a la mesa directiva de la Federación de Estudiantes, con una lista compuesta por Crispi como presidente y, a pesar de ser un movimiento nuevo, le ganaron a la Lista 1a en la segunda vuelta, con un 51,39% de los votos contra el 48,61% de la lista gremialista.
Durante 2009, el NAU formó el Centro de Estudiantes y Trabajadores UC, en donde los estudiantes dan cursos gratuitos a los trabajadores en una especie de emulación de la idea original del Departamento Universitario Obrero Campesino, tuvo avances en las becas para estudiantes con menos recursos, realizó diversas instancias tri-estamentales y, junto con otras federaciones de estudiantes pertenecientes a la Confederación de Estudiantes de Chile (CONFECh), empezaron a reanudar las movilizaciones en torno a la Reforma Universitaria, siendo el antecedente directo a las movilizaciones del 2011.

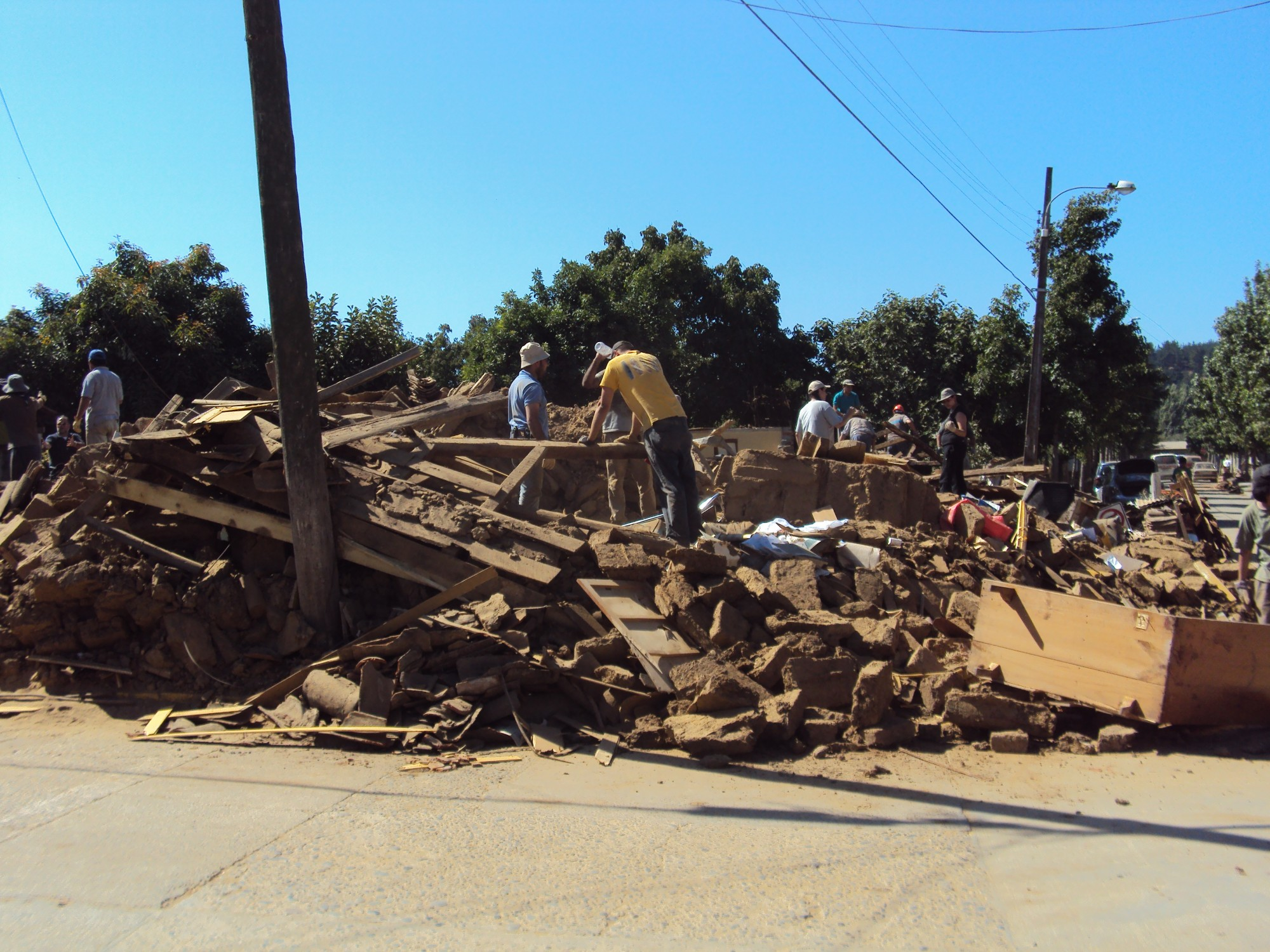
Trabajos de reconstrucción de la FEUC NAU 2009 en Curepto y Hualañé.

El movimiento decidió repostularse al año siguiente, y lanzó una lista con el estudiante de derecho Joaquín Walker como candidato a la presidencia, ganando por un 54,62% las elecciones, en contra del 45,38% la lista gremialista. El primer semestre del período 2010 fue más bien pasivo en cuanto a actividad política, ya que muchos de los esfuerzos fueron enfocados en las ayudas a los afectados por el terremoto en Chile de tal año, y en el período final los movimientos estudiantiles no tuvieron notoriedad mediática. De igual forma durante ese año la NAU impulsó la creación de «Trevol», plataforma de proyectos de acción social de la Universidad, con orientación al desarrollo comunitario y medioambiental, buscando construir un voluntariado en donde las comunidades sean los actores principales en la elaboración de planes de desarrollo sustentable.

### Presidencia de Jackson y hegemonía en la FEUC (2011-2014)

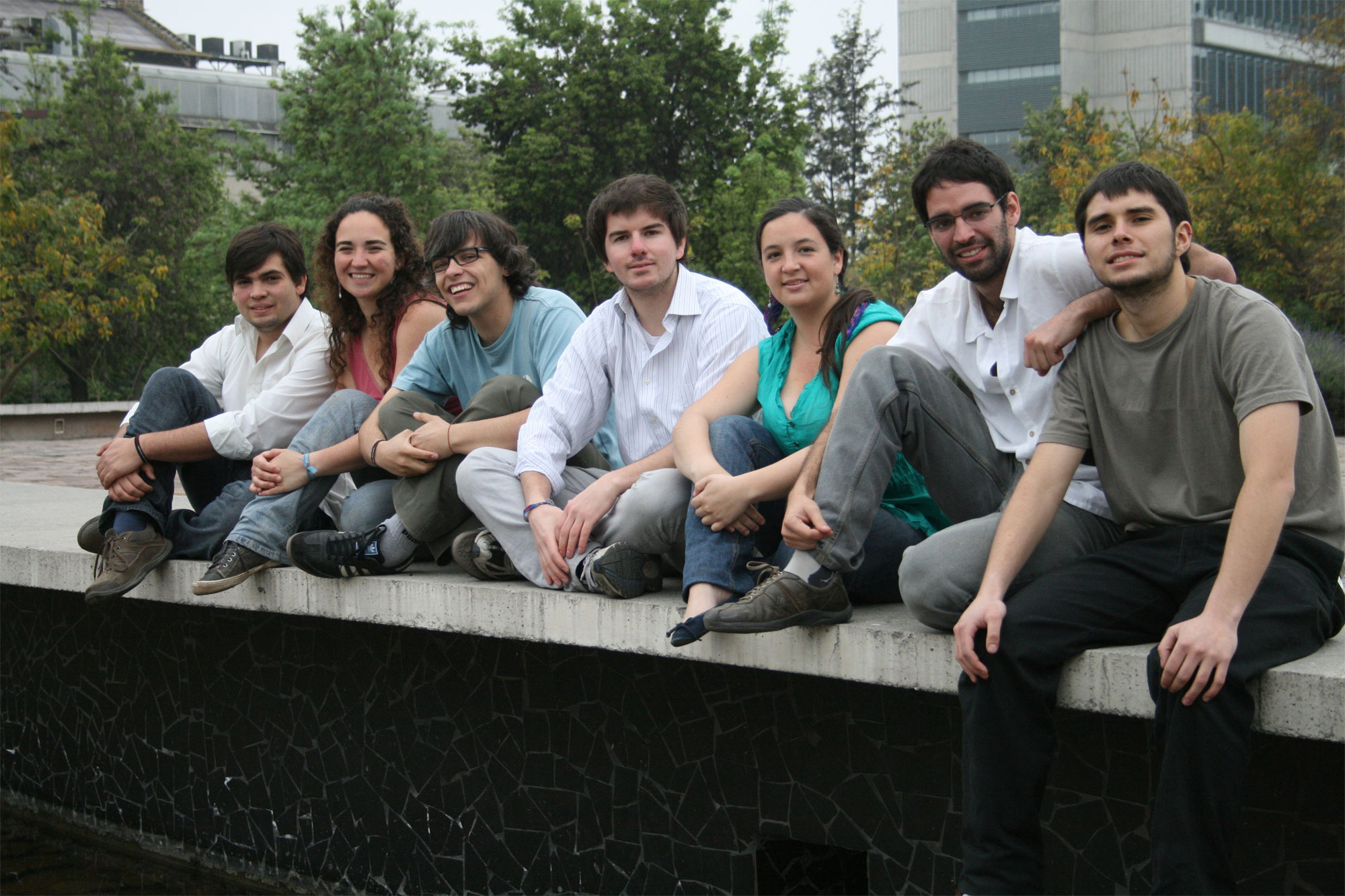
Directiva FEUC 2010-2011.

En noviembre de 2010 resultó elegida la tercera Mesa Directiva compuesta por miembros de la NAU, con el estudiante de ingeniería civil Giorgio Jackson a la cabeza, con un 51,60%, contra de un 48,31% de la lista gremialista. Con esto, la Nueva Acción Universitaria fue el primer movimiento desde 1992 que lograba ganar tres federaciones seguidas, además del gremialismo.
El año 2011 estuvo marcado de lleno por las movilizaciones estudiantiles que ocurrieron tal año. A diferencia de las movilizaciones de 2006 y las de 2008, las del año 2011 fueron lideradas, al menos mediáticamente, por las federaciones universitarias, por medio de la CONFECh, siendo Camila Vallejo (de la FECh) y Giorgio Jackson los principales voceros de esta.

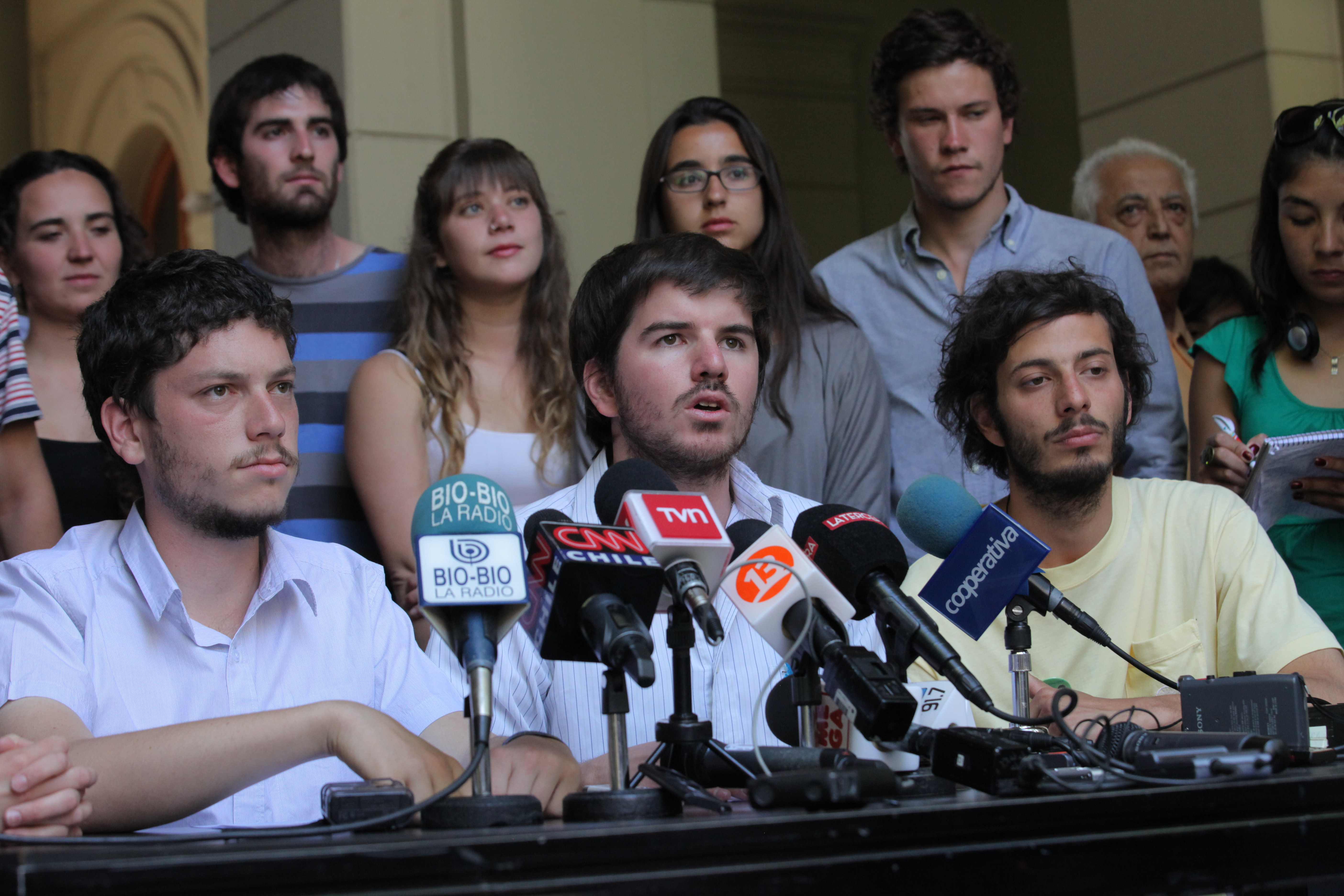
Los presidentes NAU de la FEUC, Noam Titelman (2012, a la izquierda) y Giorgio Jackson (2011, al centro).

Por lo mismo, las elecciones de la mesa de la FEUC 2012 fueron especialmente mediáticas, dado el protagonismo que tuvo la FEUC en ese año. La lista encabezada por Noam Titelman de la NAU —representando la continuidad en el rol de Jackson en el movimiento— pasó a segunda vuelta contra la 1a, del MGUC, que adquirieron un discurso muy crítico de la participación de la FEUC en la CONFECh. Finalmente, la NAU se impuso por 52,77% de los votos.
NAU se mantuvo en la dirección de la FEUC en 2013, con Diego Vela como presidente, y en 2014, con la mesa encabezada por Naschla Aburman, tras una reñida elección con los gremialistas. Siendo esta la primera mujer presidenta presentada por el colectivo y la segunda electa en la historia de la FEUC.

### Oposición en la FEUC (2015-2016)
En las elecciones de la federación de 2014, nuevamente los resultados fueron estrechos, y tanto el MGUC y la NAU pasaron a segunda vuelta, la cual se realizó los días 5 y 6 de octubre. En el balotaje, los gremialistas —encabezados por Ricardo Sande— se impusieron a la lista oficialista por un 53,7%, siendo la primera derrota en la mesa directiva de la FEUC de la NAU desde su creación, por lo que durante 2015 fueron oposición dentro de la universidad y no formaron parte de la CONFECh.
En las elecciones de 2015, liderados por el estudiante de Ingeniería José Miguel de la Vega, los resultados fueron aun peores para la NAU, pues si bien aumentaron su número de votos y de consejeros territoriales, no alcanzaron a pasar a segunda vuelta, la que fue disputada por el Movimiento Gremial y la plataforma de izquierda Crecer, siendo esta última la vencedora de la elección.
Durante 2016 la NAU fraguó su vuelta a la FEUC de la mano de una nueva generación de dirigentes liderados principalmente por Sofía Barahona (College) y Aldo Carrasco (Construcción Civil), ambos consejeros territoriales que previamente habían sido presidentes de sus centros de alumnos. Luego de que se destapara el escándalo financiero en el cual la directiva de Crecer UC encabezada por Daniel Gedda perdió una cifra de $53 millones de pesos en la Semana Novata, conllevando la salida del encargado financiero de la FEUC 2016 y miembro de la Directiva, Sebastián González; el daño institucional a la FEUC socavó las opciones de la izquierda (Crecer UC) para las elecciones FEUC 2017, consolidando la hegemonía del movimiento en la Universidad.

### Recambio generacional y vuelta a la FEUC (2016-presente)
En 2016 la NAU ganó la segunda vuelta de la elección de la FEUC, derrotando a Solidaridad. El día 25 de noviembre de ese año, la NAU volvió a asumir la FEUC, siendo encabezada por Sofía Barahona, estudiante de College. En lo mediático, destaca que se recuperara la vocería de la Confederación de Estudiantes de Chile (CONFECh) que había perdido la FEUC del Movimiento Gremial en 2015. Dentro de los hitos más destacados está el plebiscito por el Aborto en 3 causales, la creación del CES, la Escuela a Dirigentes Sociales y la reactivación del debate por la participación de la UC en el magnicidio de Eduardo Frei Montalva. 

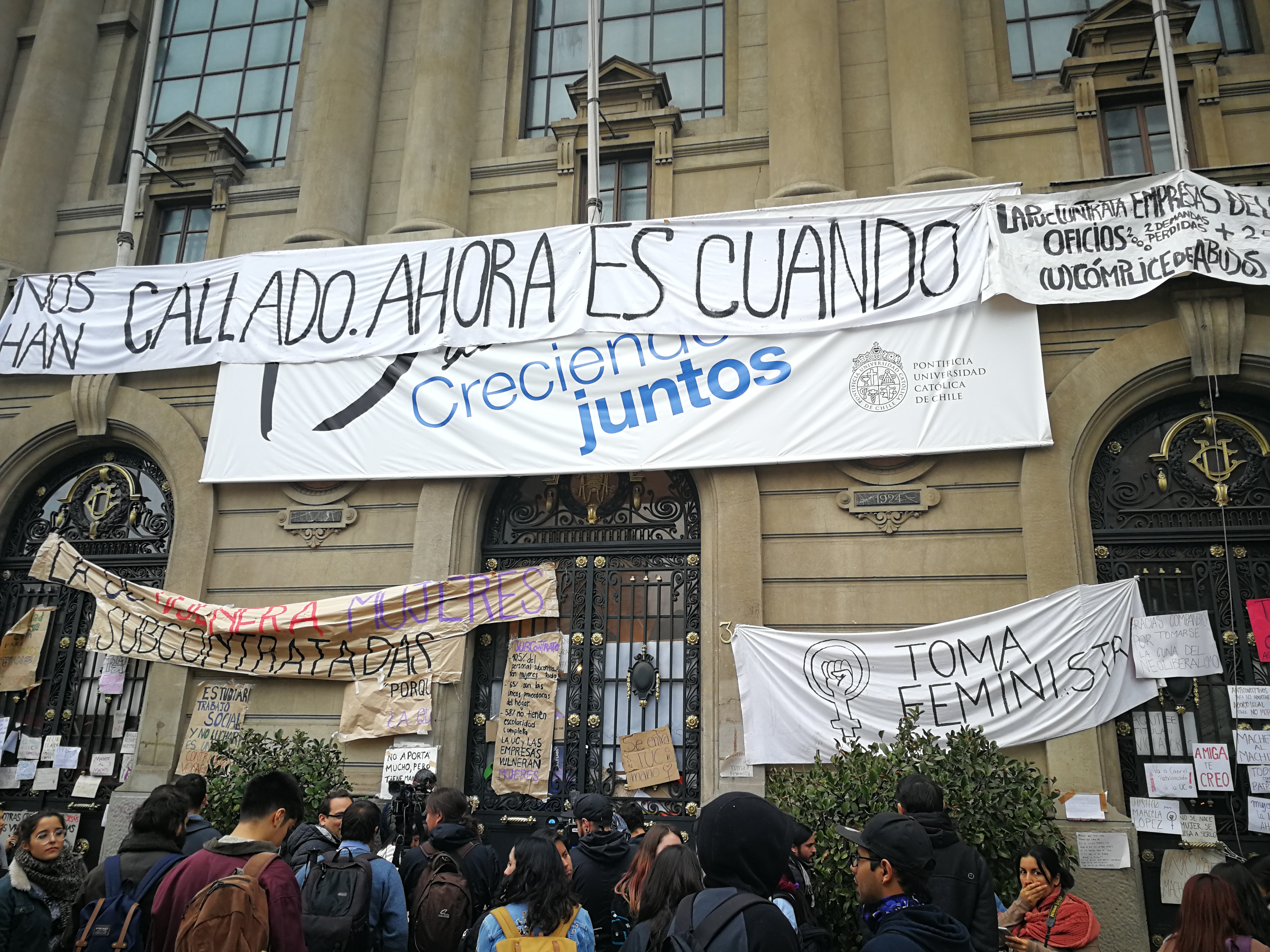
Toma feminista en la Casa Central de la UC, 2018.

En las elecciones FEUC 2018, las que se realizaron en noviembre de 2017, enfrentados nuevamente en segunda vuelta en contra de Solidaridad, la NAU logra continuidad en la Federación de la mano de Josefina Canales, estudiante de Educación Parvularia, quien se convierte en la primera presidenta FEUC de su carrera y a la vez, la primera mujer en recibir el cargo de manos de otra mujer. En marzo de 2018, Canales renuncia a su cargo, asumiendo como presidente Francisco Morales, estudiante de ingeniería, cercano al ala más socialcristiana y católica de la NAU. En el primer semestre, el surgimiento del Movimiento Autónomo Feminista Interseccional (MAFI UC) que en el mes de mayo se tomó la Casa Central de la Universidad Católica acaparó gran parte del interés mediático. Durante el segundo semestre, la gestión de la FEUC 2018 tuvo hitos como el lanzamiento del Centro de Estudios FEUC (CEFEUC)[cita requerida], la oposición a la figura del Gran Canciller de la Universidad Católica, Ricardo Ezzati, involucrado en casos de encubrimiento de abusos sexuales a menores y la inauguración del auditorio Eduardo Frei Montalva, quien fuera estudiante y profesor de la Pontificia Universidad Católica de Chile y primer presidente de la República egresado de dicha casa de estudios.
En 2018 tendrían lugar las elecciones para elegir a la nueva Federación de Estudiantes de la Universidad Católica de Chile, donde en la segunda vuelta de estas la NAU se impuso ante la lista 1A del Movimiento Gremial, ganando con un 57,9% (7.758 votos) sobre un 42,1% (5.647 votos) de la lista gremialista. Sería el tercer año consecutivo en el que la Nueva Acción Universitaria estaría al mando de la FEUC, siendo también el tercer año consecutivo en el que la presidencia de la federación sería ocupada por una mujer, esta vez de la mano de Belén Larrondo, estudiante de arquitectura, la quinta mujer en la historia en presidir la FEUC.
En 2019, en miras a la FEUC 2020, la NAU lanzó lista para la federación siendo esta liderada por Marianne Eilers, estudiante de College de Artes y Humanidades y Psicología, pero debido al estallido social el TRICEL UC decidió suspender hasta abril las elecciones generales, luego la pandemia por el coronavirus obligó a suspender nuevamente las elecciones dejando al mando de la FEUC una mesa interina transversal independiente.
En las elecciones FEUC 2021, realizadas en línea debido a la crisis sanitaria provocada por la pandemia de coronavirus, la NAU se impondría nuevamente a la lista 1A del Movimiento Gremial por un 56,03 % (7589 votos), siendo encabezados por Ignacia Henríquez, estudiante de ingeniería civil. El triunfo de la NAU en estas elecciones se convertiría en la décima oportunidad en que el movimiento de centroizquierda sea el que lidere la Federación de Estudiantes de la Universidad Católica de Chile. Sumada a la victoria en la elección de la directiva FEUC, la Nueva Acción Universitaria también conseguiría un triunfo en la Consejería Superior por medio de Almendra Aguilera, estudiante de sociología. De esta manera, la NAU vuelve a ocupar este cargo luego de 6 años de ausencia. Durante esta FEUC, se lograron proyectos como los casinos sustentables, opción de título profesional según sexo registral, cuota de género en el Honorable Consejo Superior UC, implementación de las "semanas de receso" por la pandemia, entre otros.
Las elecciones FEUC 2022 fueron realizadas igual que el año anterior a través de formato en línea, mediante la plataforma EVoting FEUC. Para este proceso eleccionario la carta NAU para la presidencia de la federación es la estudiante de Ingeniería y Consejera Territorial de la misma carrera Maite Estay, mientras que para la Consejería Superior su candidata es la estudiante de College de Ciencias Sociales Florencia Vildósola. En primera vuelta FEUC la NAU se impuso nuevamente ante el Movimiento Gremial y Solidaridad, pasando a segunda vuelta con un 49.51% de los votos válidamente emitidos, mientras que en la Consejería Superior de igual forma el movimiento pasó a segunda vuelta, con un 29.50% de los votos. Además, todas las candidaturas a Consejerías Territoriales de la Nueva Acción Universitaria ganaron es sus respectivas elecciones, logrando un total de 10 CTs del movimiento ante el Consejo FEUC En segunda vuelta la NAU se impuso frente al Movimiento Gremial con el 56.57% de los votos, siendo así Estay la primera estudiante con gratuidad en llegar al cargo dirigencial de la UC; de igual forma Florencia Vildósola ganó la Consejería Superior con el 55.02% de los votos.
Durante marzo de 2022, el movimiento, a través de «Feministas NAU!», en conjunto con varios Centros de Estudiantes de Humanidades y Sociales elaboraron un manual de sexualidad, "con el fin de poder generar un insumo que trabaje la educación sexual sin tabúes, ni eufemismos".

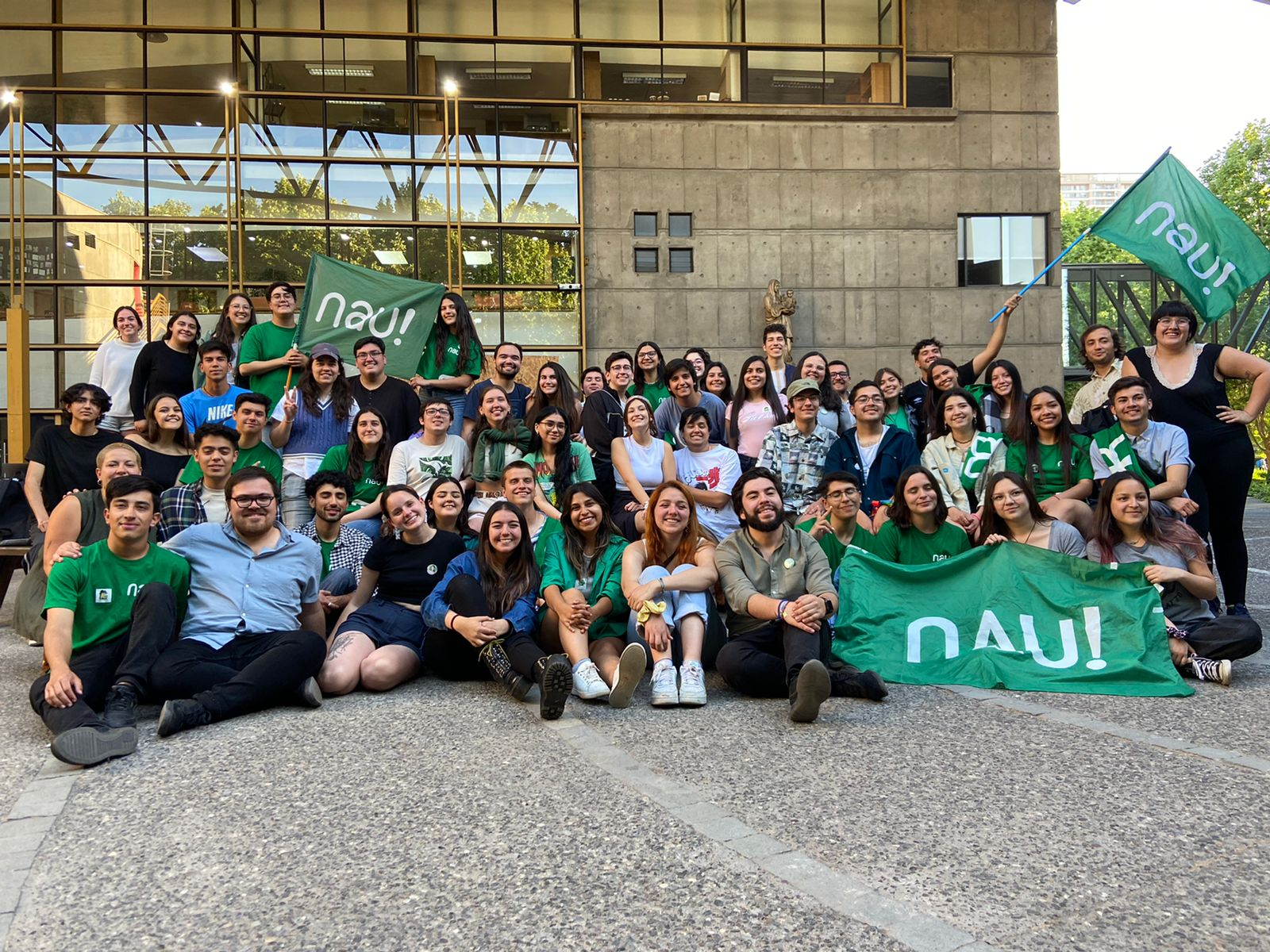
Militantes de la Nueva Acción Universitaria en la Facultad de Educación (2022).

Las elecciones FEUC 2023 fue el primer evento eleccionario presencial en la Universidad desde el estallido social y la pandemia de COVID-19; estas elecciones fueron realizadas los días 25 y 26 de octubre. Para esta oportunidad, la presidencia de la lista federación del movimiento fue presidida por Sabina Orellana, estudiante de derecho y actuación, además de ser coordinadora general de la NAU y coordinadora general de la FEUC 2021; de igual forma la carta a Consejería Superior también provenía de la base de derecho del movimiento, siendo Camila Rojas, más conocida por su sobrenombre "Caminsky". El resultado de la NAU en este proceso eleccionario fue histórico para el movimiento verde, ganando en primera vuelta tanto la Federación de Estudiantes como la Consejería Superior con un 50.63% y un 57.75% respectivamente, esto después que el presidente del TRICEL Sebastián Arancibia ratificara los datos después de un reconteo por parte del órgano excrutador universitario. También se logró un récord en consejerías territoriales al conseguir 17. Este escenario político-electoral resultó en un desplome y crisis el Movimiento Gremial debido al mal resultado conseguido (dos consejerías territoriales y el último lugar tanto en elección FEUC como CS).
Para las elecciones 2024 la NAU escogió como carta presidencial a Catalina Jofré, consejera territorial de Ingeniería Comercial, junto a Isidora Rodríguez, consejera académica de Ingeniería Civil como postulante a la Consejería Superior. En estas elecciones se ecogió por primera vez subconsejería superior, siendo cargo conjunto a la CS, postulando Amanda Astudillo de Periodismo. En primera vuelta la NAU salió primera mayoría tanto en elecciones FEUC como CS, con un 35,53% y 34,71%, respectivamente, pasando así a balotaje contra Solidaridad en segunda vuelta. Dentro de la competencia en las elecciones estaban el MG, Avanzar, Surgencia y Otra Era: plataforma levantada por las Juventudes Comunistas y Convergencia Social, siendo la primera vez que la izquierda radical disputaba elecciones FEUC desde 2018.En segunda vuelta, la NAU se consagra como vencedora ante Solidaridad tanto en Federación de Estudiantes como Consejería Superior, disputa en balotaje que no se daba desde 2017, esto con sobre un 53% de los votos del estudiantado pleno, en los dos cargos estudiantiles máximos de la Universidad, siendo el séptimo año consecutivo que la NAU lidere la Federación de Estudiantes de la UC.

## Relación con partidos tradicionales
Si bien, según su declaración de principios, la NAU se declara como un movimiento autónomo (por lo tanto, independiente a los partidos políticos), eso no ha impedido que haya habido personas ligadas a partidos políticos tradicionales dentro de sus militantes. Crispi, presidente FEUC el 2008, fue militante del Partido Socialista y Joaquín Walker, también entre los fundadores y presidente en 2010, una vez finalizado su cargo decidió militar en el Partido Demócrata Cristiano junto a su secretario general FEUC, Ignacio Saffirio. También, la expresidenta FEUC Sofía Barahona se unió a la plataforma Nuevo Trato junto al Partido Liberal, siendo parte del comando del precandidato presidencial Pablo Vidal.
El año 2012, exdirigentes de la NAU, entre los que destacan Miguel Crispi, Giorgio Jackson, Giovanna Roa y Javiera Martínez, más distintos actores sociales decidieron formar un nuevo movimiento político llamado Revolución Democrática (RD), el cual a futuro se convirtió en partido político.

## Autoridades en la FEUC

### Presidentes de la Federación
| Foto | Nombre            | Año  | Facultad(es)                           |
| ---- | ----------------- | ---- | -------------------------------------- |
|      | Miguel Crispi     | 2009 | Sociología                             |
|      | Joaquín Walker    | 2010 | Derecho                                |
|      | Giorgio Jackson   | 2011 | Ingeniería Civil                       |
|      | Noam Titelman     | 2012 | Letras Hispánicas Ingeniería Comercial |
|      | Diego Vela        | 2013 | Ingeniería Comercial                   |
|      | Naschla Aburman   | 2014 | Arquitectura Educación                 |
|      | Sofía Barahona    | 2017 | College                                |
|      | Francisco Morales | 2018 | Ingeniería Civil                       |
|      | Belén Larrondo    | 2019 | Arquitectura                           |
|      | Ignacia Henríquez | 2021 | Ingeniería Civil                       |
|      | Maite Estay       | 2022 | Ingeniería Civil                       |
|      | Sabina Orellana   | 2023 | Derecho                                |
|      | Catalina Jofré    | 2024 | Ingeniería Comercial                   |

### Consejería Superior
| Foto | Nombre                  | Año  | Facultad             |
| ---- | ----------------------- | ---- | -------------------- |
|      | Carlos Figueroa         | 2011 | Filosofía            |
|      | Carolina Pérez          | 2012 | Letras Hispánicas    |
|      | Javiera Sánchez         | 2013 | College              |
|      | Nicolás Soler           | 2014 | Ingeniería Comercial |
|      | Almendra Aguilera       | 2021 | Sociología           |
|      | Florencia Vildósola     | 2022 | College              |
|      | Camila "Caminsky" Rojas | 2023 | Derecho              |
|      | Isidora Rodríguez       | 2024 | Ingeniería Civil     |

## Representantes estudiantiles
Los actuales representantes estudiantiles y militantes de la Nueva Acción Universitaria son:

### Directiva FEUC y Consejería Superior
- Presidencia: Catalina Jofré  (Ingeniería Comercial)
- Consejería Superior: Isidora Rodríguez (Ingeniería)
- 1.ª Vicepresidencia: Javier del Valle (Ingeniería)
- 2.ª Vicepresidencia: Trinidad Ortega (Sociología)
- Secretaría General: Manuel "Manu" Stevens (Derecho)
- 1.ª Secretaría Ejecutiva: Benjamín Cañas (Diseño/Arquitectura)
- 2.ª Secretaría Ejecutiva: Daniela Laucirica Aravena (College)
- Sub-Consejera Académica: Amanda Astudillo (Periodismo)

### Consejeros Territoriales
- Carolina "Caro" Suárez (Agronomía e Ingeniería Forestal)
- Catalina Erazo (Ciencias Sociales y Teología)
- Martina Zavalla (College)
- Benjamín Astete (Comunicaciones)
- Antonia "Tona" Abarca (Derecho)
- Trinidad "Toti" Parraguez (Educación)
- Agustina León (Enfermería)
- Moira Cortez (Humanidades)
- Isabella Cherubini (Ingeniería)
- Sofía "Chofi" Aranguiz (Ingeniería Comercial)
- Isidora Barrios (Medicina)
- Matilde "Mati" Quiroz (Lo Contador)
- Montserrat "Monchi" Cabrera (Lo Contador)
- Antonia "Noni" de la Cuadra (Psicología)
- Emilio Toloza (Química)

## Coordinación General
El rol de la Coordinación General de la NAU es dirigir al movimiento en líneas generales y ser portavoz oficial de la NAU. La lista histórica de los coordinadores generales es la siguiente:
- 2008 - Miguel Crispi (Sociología)
- 2009 - Joaquín Walker (Derecho)
- 2010 - Pedro Pablo Glatz (Derecho - Historia)
- 2011 - Camila Ponce (Educación General Básica)
- 2012 - Diego Vela (Ingeniería Comercial)
- 2013 - Alonso Quevedo (Derecho)
- 2014 - Alberto Millán (Periodismo)
- 2015 - Carolina Buneder (Ingeniería Civil)
- 2016 - Catalina Poblete (Pedagogía en Educación Básica)
- 2017 - Daniel Pizarro (Periodismo)
- 2018 - Sebastián Urbina (Sociología)
- 2019 - Caterin Pinto (Ingeniería Civil) / José Tomás Ortega (Geografía)
- 2020 - Marianne Eilers (College Artes y Humanidades - Psicología)
- 2021 - Florencia Vildósola (College Ciencias Sociales)
- 2022 - Sabina Orellana (Derecho - Actuación)
- 2023 - Massimo Magnani (Derecho)
- 2024 - Valentina Saldaña (Antropología)

### Coordinación actual
La Coordinación de la Nueva Acción Universitaria está compuesta por los siguientes cargos y estudiantes:
- Coordinadora general: Valentina Saldaña (Antropología)
- Coordinador político: Benjamín Pérez (College- periodismo)
- Coordinadora externa: Francisco Lorenzini (Sociología)
- Secretaria general: Camila Taiba (Educación Parvularia)
- Coordinador de formación: Moira Cortez (Ciencia Política)
- Coordinadora de inserción: Antonia de la Jara (Ingeniería Civil)
- Coordinadora de comunicaciones: "Guti" Gutiérrez (Sociología)
- Secretaria ejecutiva: Antonia Saavedra (Ingenieria comercial)
- Encargado de finanzas: Melanie Igor (Sociología)

## Resultados electorales

### Elecciones de Directiva FEUC
|  | 41.61 % |

|  | 51.38 % |

|  | 54.62 % |

|  | 33.87 % |

|  | 51.69 % |

|  | 34.30 % |

|  | 52.77 % |

|  | 29.26 % |

|  | 53.80 % |

|  | 22.66 % |

|  | 50.53 % |

|  | 22.53 % |

|  | 46.26 % |

|  | 23.76 % |

|  | 26.54 % |

|  | 51.08 % |

|  | 42.70 % |

|  | 52.05 % |

|  | 22.74 % |

|  | 57.80 % |

|  | 40.27 % |

|  | 56.03 % |

|  | 49.51 % |

|  | 56.57 % |

|  | 50.63 % |

|  | 35.53 % |

|  | 53.36 % |

|  | 24.40 % |

### Elecciones de Consejería Superior FEUC
|  | 34.70 % |

|  | 33.01 % |

|  | 31.09 % |

|  | 51.90 % |

|  | 35.52 % |

|  | 50.22 % |

|  | 27.07 % |

|  | 53.52 % |

|  | 24.19 % |

|  | 52.04 % |

|  | 23.27 % |

|  | 23.10 % |

|  | 21.59 % |

|  | 27.72 % |

|  | 49.71 % |

|  | 21.38 % |

|  | 26.03 % |

|  | 52.59 % |

|  | 23.11 % |

|  | 55.02 % |

|  | 57.75 % |

|  | 34.71 % |

|  | 53.67 % |

|  | 24.27 % |

## Logotipos y eslóganes de campaña
El logotipo de la NAU históricamente siempre se ha compuesto de un color verde de fondo y un trébol de 4 hojas, o las siglas "NAU" con letras curvilíneas. En ocasiones especiales, con el fin de conmemorar u homenajear eventos históricos sociales y políticos, se ocupan logotipos especiales que salen del margen de lo que ha sido regla general en la imagen gráfica del movimiento.
La sigla NAU, que fonéticamente suena como adverbio inglés "now" (ahora), buscaba expresar el sentido de urgencia que motivaba la fundación del movimiento en el 2008 debido al contexto de la Universidad en ese momento.

### Logotipos oficiales

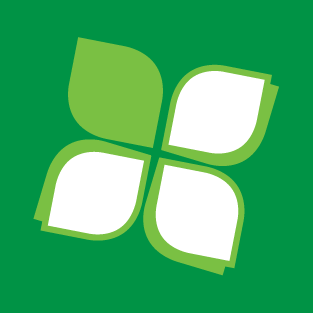
2012-2014
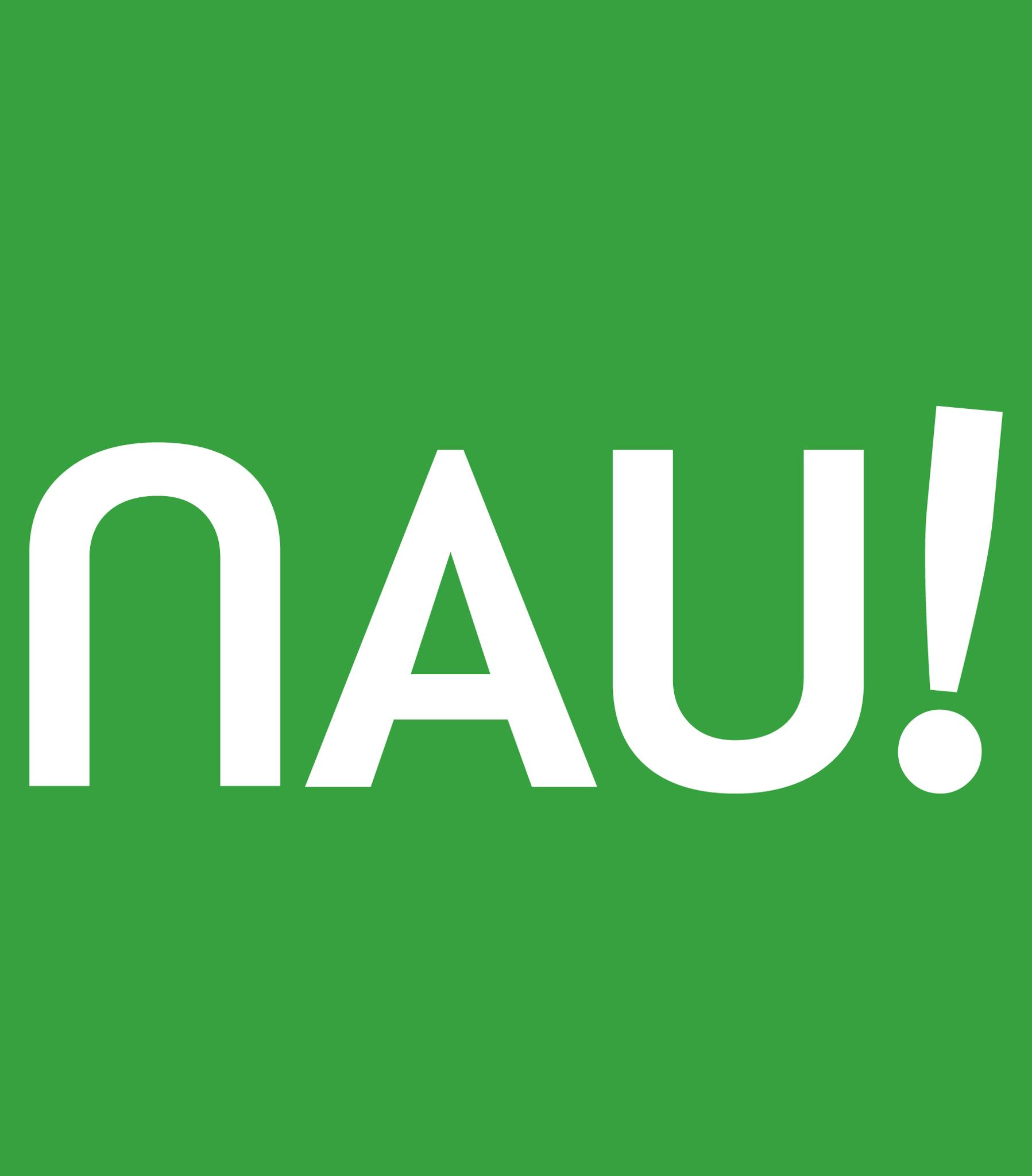
2014-2017
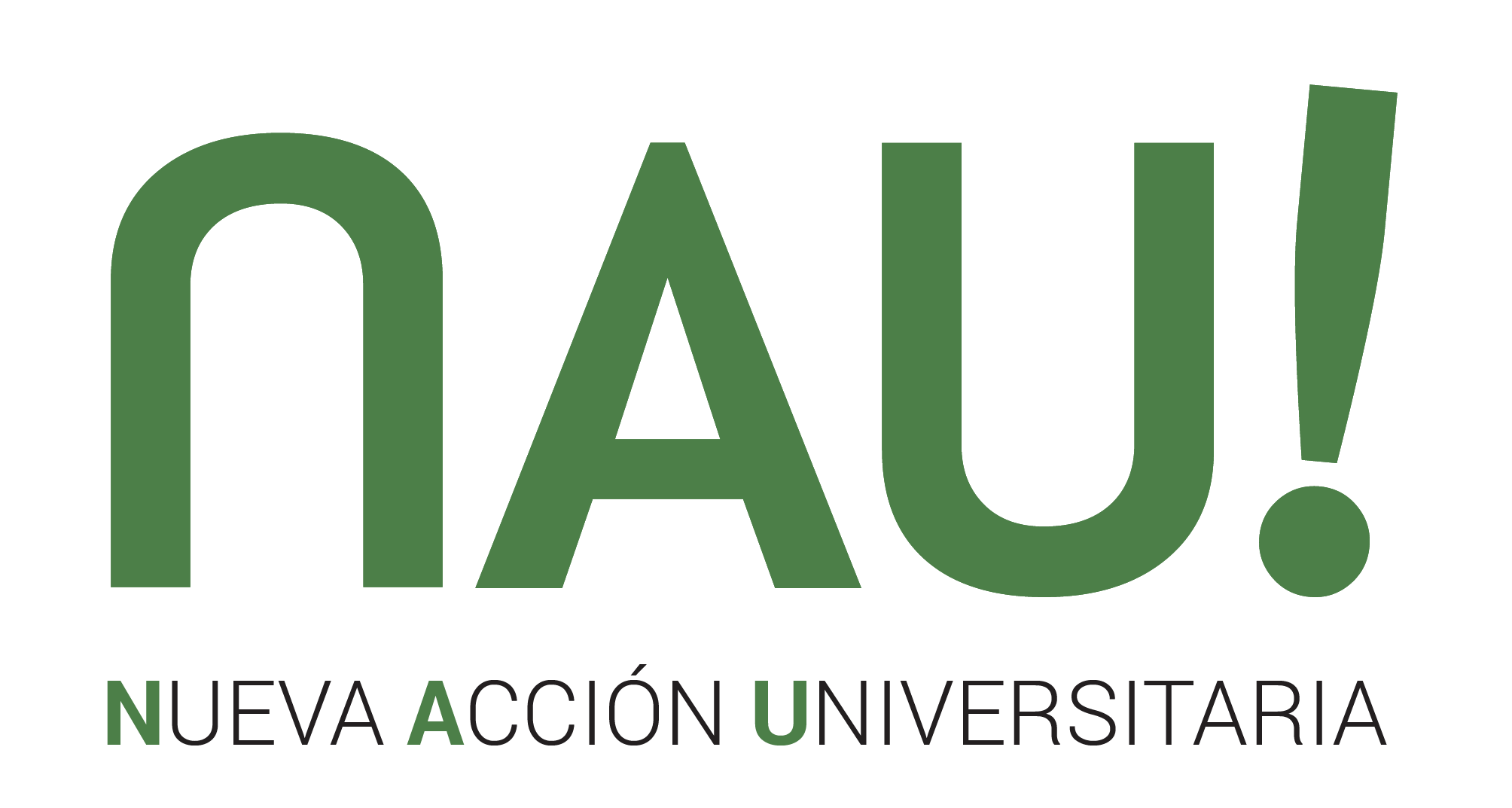
2017-2021
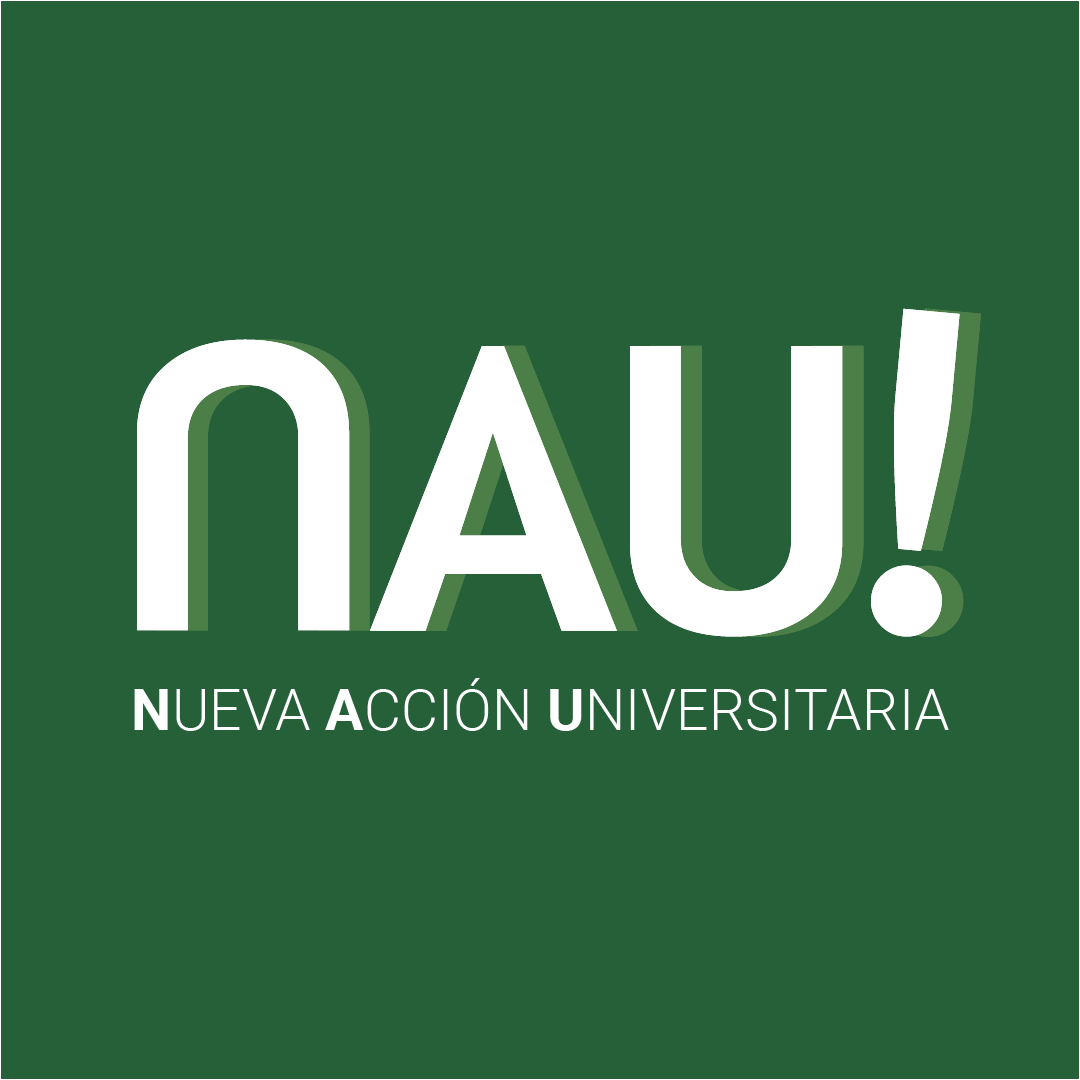
2017-2021
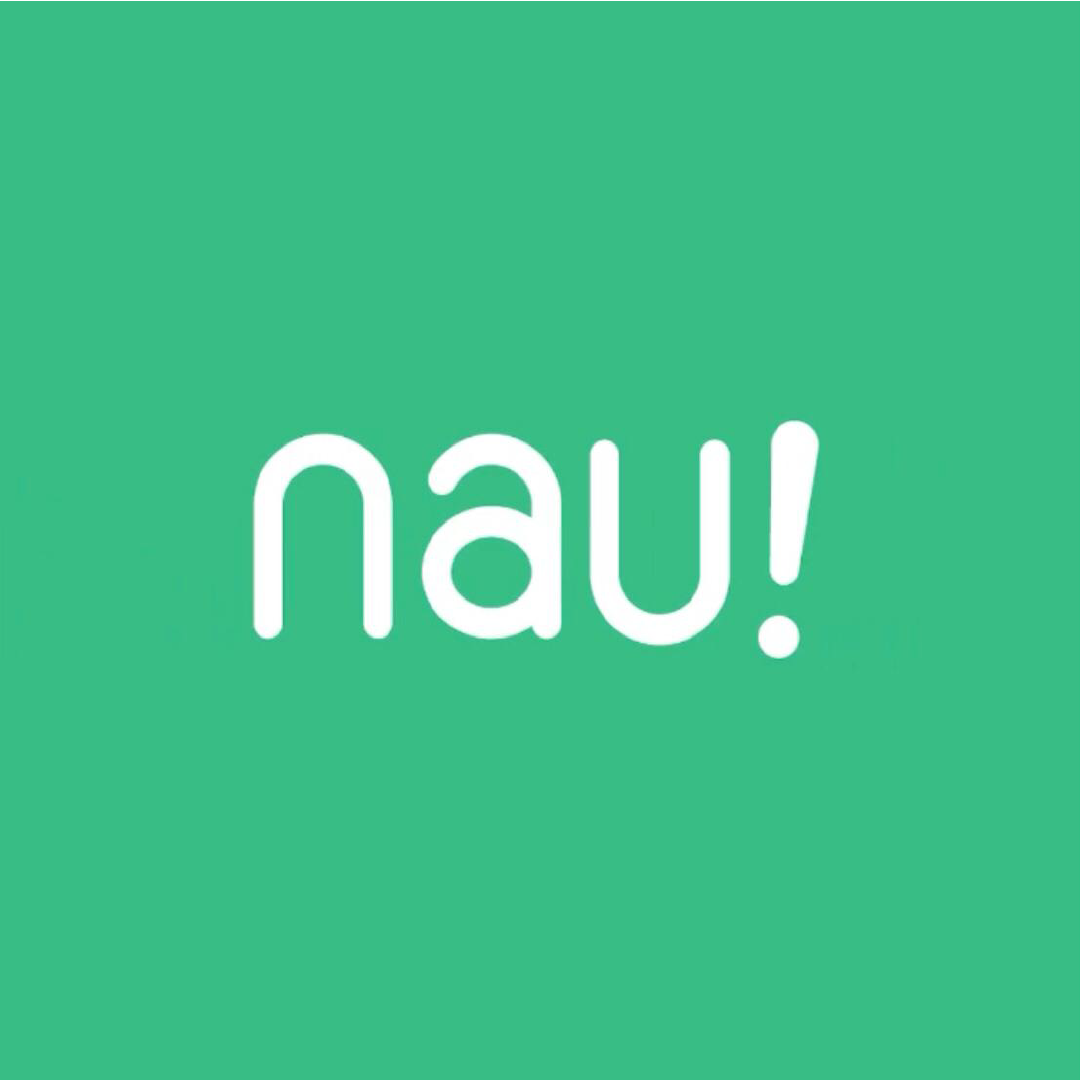
2021-2025
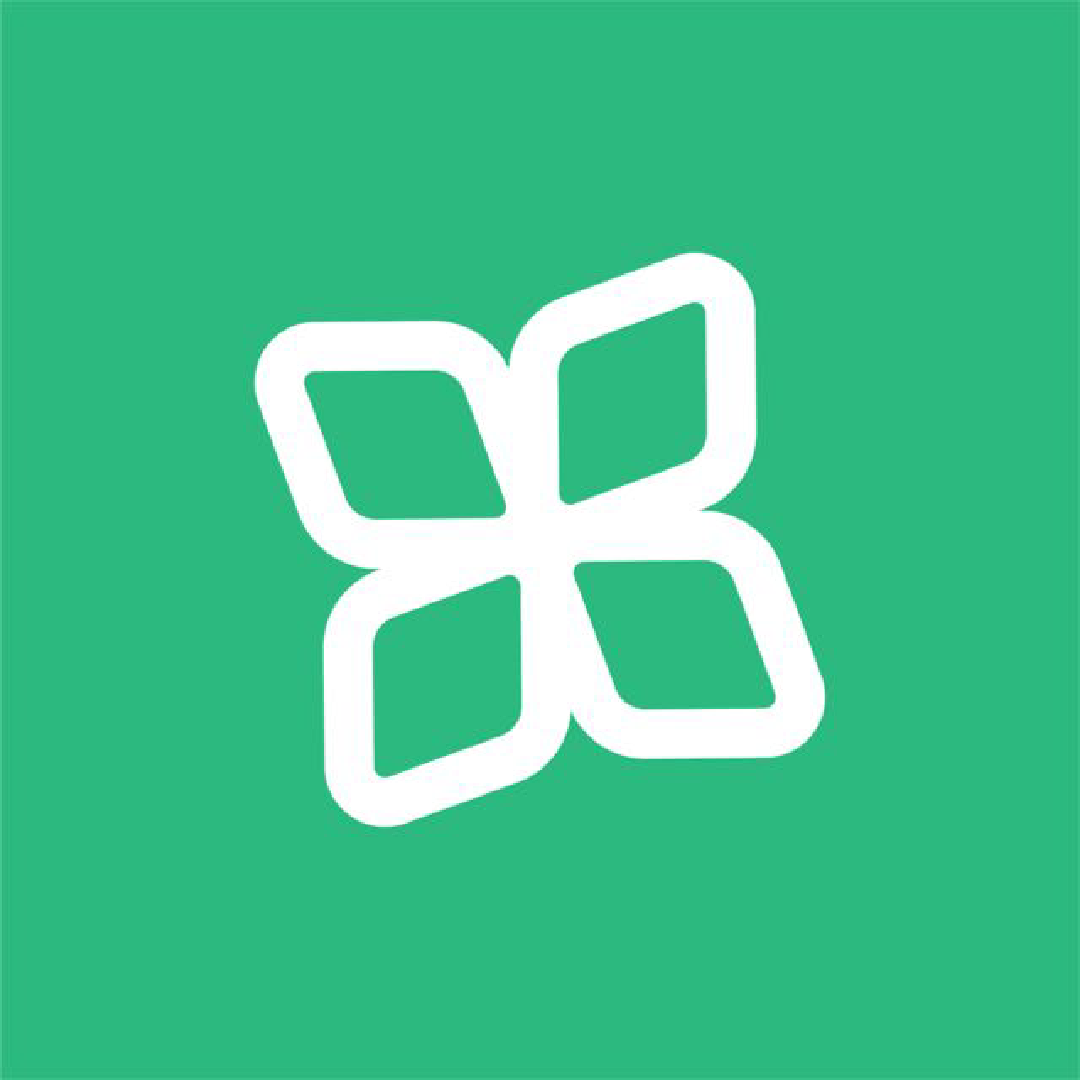
2021-2025
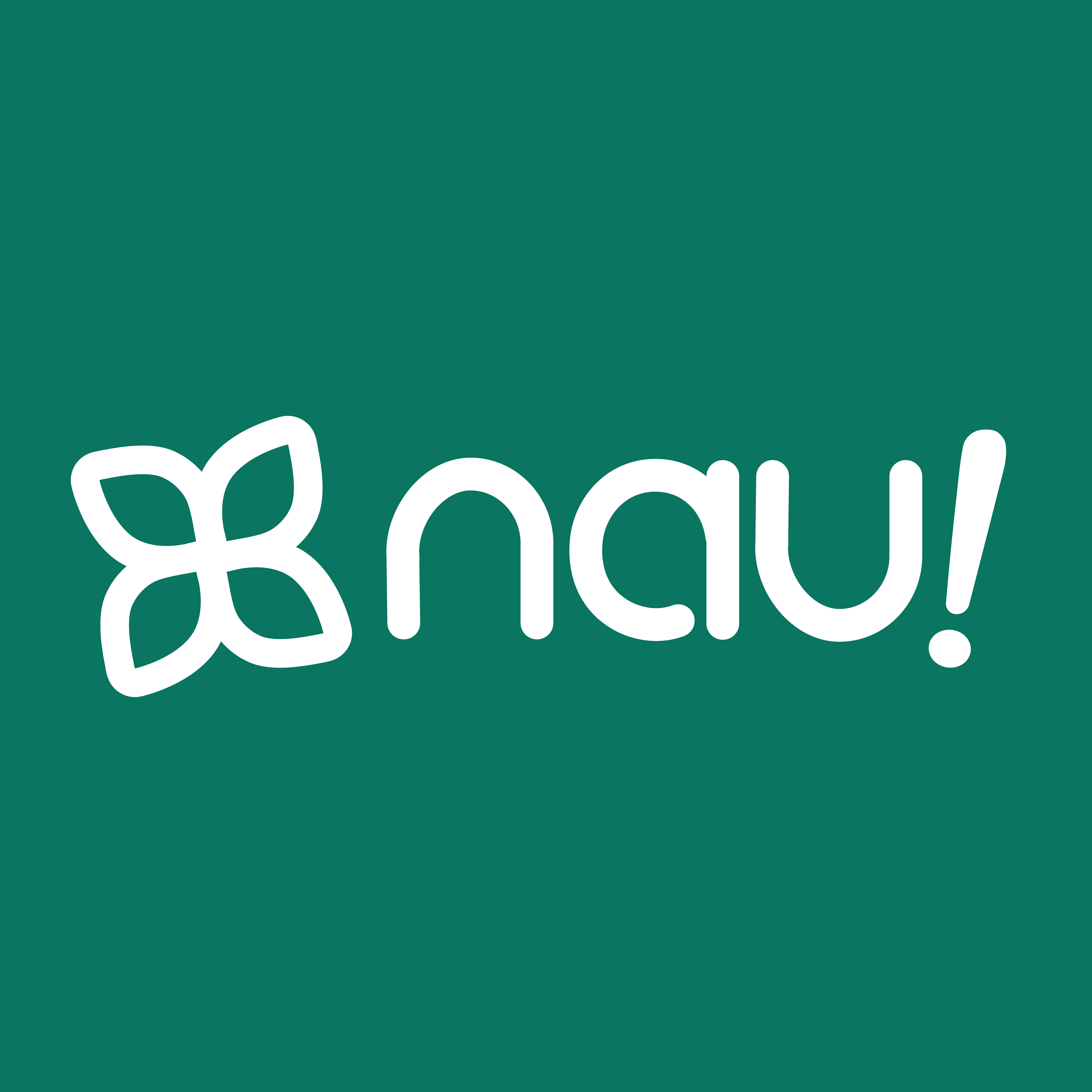
2025-presente

### Logotipos conmemorativos

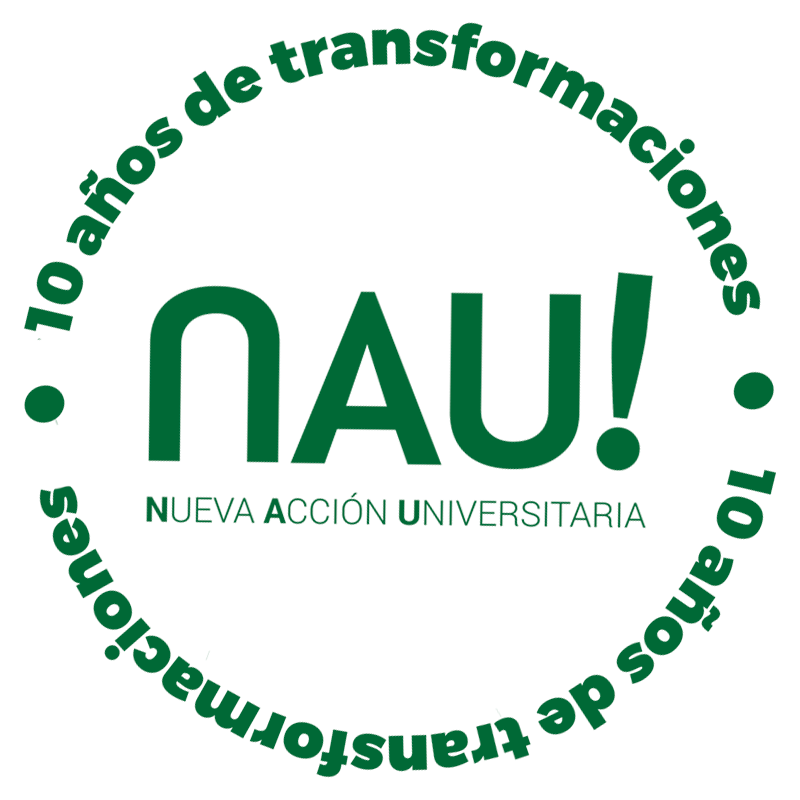
Logotipo de aniversario por los 10 años de la NAU.

### Eslóganes de campaña
| Año  | Eslogan                                            |
| ---- | -------------------------------------------------- |
| 2008 | Así quiero a la UC                                 |
| 2009 | La Universidad es Tuya!                            |
| 2010 | No es, se Hace!                                    |
| 2011 | Queremos hacer Universidad para una nueva Sociedad |
| 2012 | Creando juntos es Posible                          |
| 2013 | Soñando somos Reales                               |
| 2014 | Contigo la UC es Pública/La UC para Todos          |
| 2015 | Crear para hacer Universidad                       |
| 2016 | Juntos somos la verdadera Acción                   |
| 2017 | Por una nueva UC                                   |
| 2018 | Contigo es Posible                                 |
| 2019 | Respondamos con Acción                             |
| 2020 | Juntos Seamos Acción                               |
| 2021 | El Tiempo es Ahora, El Tiempo es NAU               |
| 2022 | Ser y Hacer Universidad                            |
| 2023 | Quiero verte más...                                |
| 2024 | Ahora, nuestra Universidad!                        |